# Vitorlázás a 2014. évi nyári ifjúsági olimpiai játékokon
A 2014. évi nyári ifjúsági olimpiai játékokon a vitorlázás versenyszámainak Nankingban a Jinniu Lake adott otthont augusztus 18. és 23. között. A fiúknál és a lányoknál is egyszemélyes dinghy (Byte CII) és szörfvitorlázás (Techno 293) versenyszámokban avattak ifjúsági olimpiai bajnokot, így összesen négy versenyszámot rendeztek.

## Naptár
Az időpontok helyi idő szerint (UTC+8) értendők.
| Dátum         | Időpont | Versenyszám |
| ------------- | ------- | --- |
| Augusztus 18. | 11:00   | Fiú Byte CII, selejtezőfutamok Lány Byte CII, selejtezőfutamok Fiú Techno 293, selejtezőfutamok Lány Techno 293, selejtezőfutamok |
| Augusztus 19. | 11:00   | Fiú Byte CII, selejtezőfutamok Lány Byte CII, selejtezőfutamok Fiú Techno 293, selejtezőfutamok Lány Techno 293, selejtezőfutamok |
| Augusztus 20. | 11:00   | Fiú Byte CII, selejtezőfutamok Lány Byte CII, selejtezőfutamok Fiú Techno 293, selejtezőfutamok Lány Techno 293, selejtezőfutamok |
| Augusztus 21. | -       | tartaléknap (ha szükséges) |
| Augusztus 22. | 11:00   | Fiú Byte CII, selejtezőfutamok Lány Byte CII, selejtezőfutamok Fiú Techno 293, selejtezőfutamok Lány Techno 293, selejtezőfutamok |
| Augusztus 23. | 11:00   | Fiú Byte CII, döntő Lány Byte CII, döntő Fiú Techno 293, döntő Lány Techno 293, döntő                                             |
| Augusztus 24. | -       | tartaléknap (ha szükséges) |

## Éremtáblázat
(A táblázatban Magyarország és a rendező nemzet eltérő háttérszínnel, az egyes számoszlopok legmagasabb értékei vastagítással kiemelve.)
| A 2014. évi nyári ifjúsági olimpiai játékok éremtáblázata vitorlázásban | A 2014. évi nyári ifjúsági olimpiai játékok éremtáblázata vitorlázásban | A 2014. évi nyári ifjúsági olimpiai játékok éremtáblázata vitorlázásban | A 2014. évi nyári ifjúsági olimpiai játékok éremtáblázata vitorlázásban | A 2014. évi nyári ifjúsági olimpiai játékok éremtáblázata vitorlázásban | Olimpia  |
| ----------------------------------------------------------------------- | ----------------------------------------------------------------------- | ----------------------------------------------------------------------- | ----------------------------------------------------------------------- | ----------------------------------------------------------------------- | -------- |
|                                                                         | Ország                                                                  | Arany                                                                   | Ezüst                                                                   | Bronz                                                                   | Összesen |
| 1.                                                                      | Szingapúr (SIN)                                                         | 2                                                                       | 0                                                                       | 0                                                                       | 2        |
| 2.                                                                      | Argentína (ARG)                                                         | 1                                                                       | 0                                                                       | 0                                                                       | 1        |
| 2.                                                                      | Kína (CHN)                                                              | 1                                                                       | 0                                                                       | 0                                                                       | 1        |
|                                                                         |                                                                         |                                                                         |                                                                         |                                                                         |          |
| 4.                                                                      | Oroszország (RUS)                                                       | 0                                                                       | 2                                                                       | 0                                                                       | 2        |
| 5.                                                                      | Hollandia (NED)                                                         | 0                                                                       | 1                                                                       | 1                                                                       | 2        |
| 6.                                                                      | Portugália (POR)                                                        | 0                                                                       | 1                                                                       | 0                                                                       | 1        |
|                                                                         |                                                                         |                                                                         |                                                                         |                                                                         |          |
| 7.                                                                      | Franciaország (FRA)                                                     | 0                                                                       | 0                                                                       | 1                                                                       | 1        |
| 7.                                                                      | Magyarország (HUN)                                                      | 0                                                                       | 0                                                                       | 1                                                                       | 1        |
| 7.                                                                      | Peru (PER)                                                              | 0                                                                       | 0                                                                       | 1                                                                       | 1        |
|                                                                         |                                                                         |                                                                         |                                                                         |                                                                         |          |
| Összesen                                                                | Összesen                                                                | 4                                                                       | 4                                                                       | 4                                                                       | 12       |

## Érmesek

### Fiú
| A 2014. évi nyári ifjúsági olimpiai játékok érmesei fiú vitorlázásban |                                              |                                   |                                     |
| Versenyszám                                                           | Arany                                        | Ezüst                             | Bronz                               |
| Egyszemélyes dinghy (Byte CII)                                        | Cheok Khoon Bernie Chin · Szingapúr (SIN)    | Rodolfo Pires · Portugália (POR)  | Vadnai Jonatán · Magyarország (HUN) |
| Szörfvitorlázás (Techno 293)                                          | Francisco Saubidet Birkner · Argentína (ARG) | Maxim Tokarev · Oroszország (RUS) | Lars van Someren · Hollandia (NED)  |

### Lány
| A 2014. évi nyári ifjúsági olimpiai játékok érmesei lány vitorlázásban |                                |                                       |                                      |
| Versenyszám                                                            | Arany                          | Ezüst                                 | Bronz                                |
| Egyszemélyes dinghy (Byte CII)                                         | Samantha Yom · Szingapúr (SIN) | Odile van Aanholt · Hollandia (NED)   | Jarian Brandes · Peru (PER)          |
| Szörfvitorlázás (Techno 293)                                           | Linli Wu · Kína (CHN)          | Mariam Sekhposyan · Oroszország (RUS) | Lucie Pianazza · Franciaország (FRA) |